# Dana Wasdin
Dana Wasdin, née le 1er mai 1983 à Dublin, dans l'État de la Géorgie aux États-Unis, est assistante réalisatrice.

## Biographie

### Vie privée
Depuis 2010, elle est en couple avec l'acteur Canadien Shawn Ashmore, rencontré sur le tournage de Frozen. Le couple se fiance en octobre 2011. Ils se marient le 27 juillet 2012 en Californie et sont parents d'un petit garçon nommé Oliver Ashmore, né le 19 juillet 2017.

## Filmographie

### Cinéma
- 2009 : Van Wilder 3: La Première Année de Fac de Harvey Glazer
- 2009 : Le grand jour de Aaron Schneider
- 2009 : La famille Jones de Derrick Borte
- 2010 : Frozen de Adam Green

### Téléfilms
- 2009 : Mariage en Blanc de Gil Junger (2009)

### Télésérie
- 2004 : Room Raiders